# Cellaria humilis
Cellaria humilis är en mossdjursart som beskrevs av Moyano 1983. Cellaria humilis ingår i släktet Cellaria och familjen Cellariidae. Inga underarter finns listade i Catalogue of Life.